# Dactylis smithii
Dactylis smithii é uma espécie de planta com flor pertencente à família Poaceae. 
A autoridade científica da espécie é Link, tendo sido publicada em Physicalische Beschreibung der Canarischen Inseln 139. 1825.

## Portugal
Trata-se de uma espécie presente no território português, nomeadamente os seguintes táxones infraespecíficos:
- Dactylis smithii subsp. hylodes - presente no Arquipélago da Madeira. Em termos de naturalidade é nativa da região Macaronésia. Não se encontra protegida por legislação portuguesa ou da Comunidade Europeia.
- Dactylis smithii subsp. marina - presente em Portugal Continental e no Arquipélago da Madeira. Em termos de naturalidade é nativa das duas regiões atrás referidas. Não se encontra protegida por legislação portuguesa ou da Comunidade Europeia.